# Jacek Duchowski
Jacek Duchowski (ur. 2 stycznia 1966 w Świnoujściu) – polski piłkarz, który grał na pozycji obrońcy.
Duchowski w czasie kariery występował m.in. w Pogoni Szczecin, Olimpii Poznań, GKS Katowice.

## Reprezentacja Polski
Z reprezentacją Polski U-18 zdobył brązowy medal na Mistrzostwach Europy do lat 18 w 1984.
4 lutego 1990 wystąpił jedyny raz w reprezentacji Polski w meczu z Iranem.
| l.p. | Data          | Miejsce | Przeciwnik | Rezultat | Rozgrywki  | Grał   | Uwagi |
| ---- | ------------- | ------- | ---------- | -------- | ---------- | ------ | ----- |
| 1.   | 4 lutego 1990 | Teheran | Iran       | 1-0      | towarzyski | do 63' |       |